# 牧野則成
牧野 則成（まきの のりしげ）は、江戸時代中期の丹後国田辺藩の世嗣。官位は従五位下讃岐守。

## 略歴
第5代藩主・牧野惟成の長男として誕生。正室は忍藩主・阿部正敏の娘。
丹後田辺藩嫡子として生まれ、明和6年（1769年）に徳川家治に拝謁、翌明和7年（1770年）叙任する。安永2年（1773年）に病弱のため廃嫡され、代わって三弟・福成が嫡子となった。
天保3年（1832年）11月14日、84歳で死去した。